# 山田勉 (投手)
山田 勉（やまだ つとむ、1968年2月9日 - ）は、岐阜県大垣市出身の元プロ野球選手（投手）。右投右打。実弟は元中日ドラゴンズの山田博士（山田洋、ヒロ山田）。

## 経歴
大垣工業高卒業。1985年のプロ野球ドラフト会議でヤクルトスワローズから5位指名を受け、入団した。
1987年に一軍初登板を果たすが、制球難で長らくくすぶっていた。スリークォーターに転向したところ制球が安定。
1990年オフにイースタン・リーグでの登板を見た、当時ロッテオリオンズ監督の金田正一が「あんなスケールの大きな投手をヤクルトが使わないのなら」と、ヤクルトにトレードを打診したことをきっかけに野村克也監督に注目された。
1992年はA+級サリナス・スパーズに野球留学した。
1993年にリリーフ投手として頭角を現し、開幕当初は抑えだったが5月から高津臣吾と入れ替わりセットアッパーとして活躍、また時には先発投手として起用され、9月10日の広島東洋カープ戦では、急遽の先発ながら1試合16奪三振を記録し（セ・リーグタイ記録）、プロ初完封を挙げた。シーズンでも10勝を挙げ、リーグ優勝・日本一に貢献した。日本シリーズでは第5戦で鈴木健に代打満塁本塁打を浴びた。
1994年は2年連続10勝を挙げる。
1995年もセットアッパーとしてリーグ優勝・日本一に貢献した。
1996年はシーズン序盤に肘を痛め、早々に戦線離脱。
1997年も故障で満足な投球ができず、同年のシーズンオフに戦力外通告を受けた。
その後、渡米してMLBに挑戦するも果たせず、日本へ帰国し、広島東洋カープに再入団。
1998年7月16日の中日ドラゴンズ戦では、実弟の博士（当時の登録名は山田洋）と同じ試合で投げ合った。またその試合の6回表には投手・勉、打者・洋という兄弟直接対決も実現したが、同年オフに再び自由契約となった。
1999年、福岡ダイエーホークスへテスト入団。前半戦は抑え投手として起用され、シーズン途中に加入したロドニー・ペドラザが抑えとして起用されてからは中継ぎや、谷間の先発として起用され、同年のリーグ優勝・日本一に貢献した。
2000年は一軍登板機会がなく、同年のシーズンオフに戦力外通告を受け、この年限りで現役を引退。投手ながら、生涯45打数で3本塁打と打撃でパワーを見せつけた。
引退後はプロゴルファーを目指し、ゴルフショップの支配人をしつつ、そのパワーを生かし、ドラコン大会などに参加。2005年に第7回ドラコン日本選手権で優勝し、ラスベガスで行われたドラコン世界大会に日本代表として出場している。2007年のドラコン選手権では412ヤードの日本記録を樹立。
軟式野球のストロングリーグにも参加しており、日本代表のコーチも務めた。

## 人物
ヤクルト時代には広島戦で登板した際、当時広島に在籍していた同姓同名の山田勉外野手と対戦した事があるとされていたが、公式戦に関してはこれは誤りである（オープン戦での対戦の有無は不明）。投手の山田勉が1989年に一軍登板したのは8月27日の横浜大洋ホエールズ戦の1試合のみであり、外野手の山田勉のいる広島戦での登板がなかった。翌1990年は両者一軍での出番はなく、外野手の山田勉はこの年限りで引退。
投じるストレートは球威があったが、肘の故障があり連投が効かないという抑えとしての致命的な欠点があった。また、先発投手としてもローテーションの谷間に登板し完封勝利を度々記録する等結果も残していたが、先発ローテーションを回せるほどの身体の回復力がなかったため定着はできなかった。

## 詳細情報

### 年度別投手成績
| 年 度      | 球 団      | 登 板 | 先 発 | 完 投 | 完 封 | 無 四 球 | 勝 利 | 敗 戦 | セ 丨 ブ | ホ 丨 ル ド | 勝 率 | 打 者 | 投 球 回 | 被 安 打 | 被 本 塁 打 | 与 四 球 | 敬 遠 | 与 死 球 | 奪 三 振 | 暴 投 | ボ 丨 ク | 失 点 | 自 責 点 | 防 御 率 | W H I P |
| ---------- | ---------- | ----- | ----- | ----- | ----- | -------- | ----- | ----- | -------- | ----------- | ----- | ----- | -------- | -------- | ----------- | -------- | ----- | -------- | -------- | ----- | -------- | ----- | -------- | -------- | ------- |
| 1987       | ヤクルト   | 5     | 0     | 0     | 0     | 0        | 0     | 0     | 0        | --          | ----  | 31    | 6.0      | 5        | 1           | 6        | 0     | 0        | 7        | 0     | 0        | 4     | 2        | 3.00     | 1.83    |
| 1989       | ヤクルト   | 1     | 0     | 0     | 0     | 0        | 0     | 0     | 0        | --          | ----  | 6     | 1.0      | 1        | 0           | 2        | 0     | 0        | 1        | 0     | 0        | 2     | 2        | 18.00    | 3.00    |
| 1991       | ヤクルト   | 5     | 1     | 0     | 0     | 0        | 0     | 1     | 0        | --          | .000  | 42    | 8.2      | 8        | 0           | 10       | 0     | 0        | 8        | 1     | 0        | 5     | 5        | 5.19     | 2.08    |
| 1992       | ヤクルト   | 2     | 0     | 0     | 0     | 0        | 0     | 0     | 0        | --          | ----  | 13    | 3.0      | 2        | 0           | 2        | 0     | 0        | 2        | 0     | 0        | 1     | 1        | 3.00     | 1.33    |
| 1993       | ヤクルト   | 47    | 3     | 1     | 1     | 0        | 10    | 5     | 2        | --          | .667  | 395   | 89.1     | 79       | 11          | 51       | 5     | 2        | 105      | 7     | 0        | 34    | 33       | 3.32     | 1.46    |
| 1994       | ヤクルト   | 36    | 2     | 1     | 1     | 0        | 10    | 5     | 2        | --          | .667  | 329   | 80.0     | 64       | 7           | 31       | 6     | 1        | 77       | 6     | 0        | 32    | 29       | 3.26     | 1.19    |
| 1995       | ヤクルト   | 42    | 1     | 0     | 0     | 0        | 5     | 3     | 5        | --          | .625  | 308   | 68.0     | 78       | 5           | 32       | 1     | 1        | 62       | 6     | 0        | 35    | 31       | 4.10     | 1.62    |
| 1996       | ヤクルト   | 17    | 0     | 0     | 0     | 0        | 2     | 1     | 0        | --          | .667  | 91    | 20.0     | 25       | 4           | 6        | 0     | 1        | 13       | 1     | 0        | 19    | 17       | 7.65     | 1.55    |
| 1997       | ヤクルト   | 4     | 0     | 0     | 0     | 0        | 0     | 0     | 0        | --          | ----  | 42    | 7.2      | 15       | 2           | 6        | 0     | 0        | 7        | 0     | 0        | 6     | 6        | 7.04     | 2.74    |
| 1998       | 広島       | 13    | 0     | 0     | 0     | 0        | 0     | 1     | 0        | --          | .000  | 82    | 16.1     | 23       | 2           | 8        | 1     | 2        | 18       | 2     | 0        | 18    | 17       | 9.37     | 1.90    |
| 1999       | ダイエー   | 36    | 2     | 0     | 0     | 0        | 3     | 4     | 5        | --          | .429  | 252   | 56.0     | 61       | 9           | 28       | 3     | 0        | 39       | 2     | 0        | 30    | 27       | 4.34     | 1.59    |
| 通算：11年 | 通算：11年 | 208   | 9     | 2     | 2     | 0        | 30    | 20    | 14       | --          | .600  | 1591  | 356.0    | 361      | 41          | 182      | 16    | 7        | 339      | 25    | 0        | 186   | 170      | 4.30     | 1.53    |

### 記録
- 初登板：1987年4月12日、対阪神タイガース3回戦（阪神甲子園球場）、5回裏に4番手で救援登板、2回無失点
- 初奪三振：同上、5回裏に掛布雅之から
- 初先発：1991年8月14日、対阪神タイガース20回戦（明治神宮野球場）、1回2/3を4失点で敗戦投手
- 初セーブ：1993年4月14日、対阪神タイガース2回戦（阪神甲子園球場）、9回裏に7番手で救援登板・完了、1回無失点
- 初勝利：1993年4月25日、対横浜ベイスターズ3回戦（福岡ドーム）、9回表1死に4番手で救援登板、2回2/3を無失点
- 初先発勝利・初完投勝利・初完封勝利：1993年9月10日、対広島東洋カープ19回戦（広島市民球場）
- 初本塁打：1993年6月26日、対阪神タイガース11回戦(阪神甲子園球場)、8回表に弓長起浩から2ラン

### 背番号
- 66 （1986年 - 1997年）
- 42 （1998年）
- 43 （1999年 - 2000年）